# 카즈미 에반스
카즈미 에번스(Kazumi Evans, 1989년 9월 14일 ~ )는 가수, 성우, 배우이다.
밴쿠버에서 태어났다.

## 영화
- 마이 리틀 포니: 더 무비 (2017년)
- 더 브릿지 (2015년)